# 木村ミノル
木村 ミノル（きむら ミノル、1993年9月9日 - ）は、日本で活動するブラジル人キックボクサー。Battle-Box所属。第3代K-1 WORLD GPスーパーウェルター級王者。第6代Krushウェルター級王者。別名、木村"フィリップ"ミノル（Kimura "Philip" Minoru）。

## 来歴
イタリア系ブラジル人の父と、日系ブラジル人の母との間にブラジルのパラナ州クリチバで生まれ、3歳のころに日本に移住。アクション映画を観て格闘技に目覚め、近所にあったキックボクシングジムに入会して10歳からキックボクシングを始める。

### プロデビュー
2010年9月20日にマーシャルアーツ日本キックボクシング連盟（MA日本）の興行でキックボクサーとしてプロデビュー。竹岡龍助と対戦し判定1-0で引き分け。
2011年11月20日、MA日本ライト級新人王トーナメント決勝戦で士道館杯争奪ストロングオープントーナメント全日本大会優勝者のアメリカンドラゴンと対戦し、パンチで立て続けに3度ダウンを奪い1ラウンドTKO勝ち。MA日本ライト級新人王に輝き、新人王MVPも獲得した。
2012年6月3日、スーパーライト級に階級を上げた初戦で和真と対戦し2ラウンドにダウンを奪い判定勝ち。同年7月15日、2011年K-1甲子園優勝者の小川翔と対戦し判定負け。

### Krush出場以降
2012年9月9日にKrushに初出場。「Krush YOUTH GP -63kgトーナメント」の1回戦で山口裕人と対戦し2ラウンド左フックでKO負け。
2013年1月14日、Krush Grand Prix 2013にてNOMANと対戦し1ラウンドパンチの連打でKO勝ち。
2013年3月3日、Krush-IGNITION 2013 vol.2にて佐々木大蔵と対戦し右フックで1ラウンドKO勝ち。
2013年5月12日、Krush.28にて梶原龍児と64kg契約で対戦し左フックで3ラウンドKO勝ち。
2013年9月21日、Krush.33にてKrush -63kg級王座挑戦者決定戦で竹内裕二と対戦しパンチの連打で1ラウンドKO勝利。
2013年12月14日、Krush.35にてKrush -63kg級王者・山崎秀晃に挑戦し右フックで1ラウンドKO負け。

### K-1出場以降
2014年11月3日にK-1に初出場し、「-65kg級初代王座決定トーナメント」に出場。1回戦で左右田泰臣と対戦し、膝蹴りでダウンを奪われなんとか立ち上がった所にパンチの連打をもらい2ラウンドKO負け。
2015年1月18日に「-60kg初代王座決定トーナメント」に出場し、ゲーオ・ウィラサクレックと対戦。3ラウンドにカウンターの左ストレートを合わせてダウンを奪い2-0で判定勝ち。同年4月19日に「-55kg初代王座決定トーナメント」に出場し、HIROYAに左フックでKO勝ち。同年9月22日に平本蓮と対戦し、2ラウンドにダウンを奪って大差の判定勝ち。同年11月21日にゲーオ・ウィラサクレックと対戦し、左膝蹴りで1ラウンドKO負け。
2016年3月4日に「-65kg級日本代表決定トーナメント」に出場。1回戦で野杁正明と対戦し、右膝蹴りで1回KO負け。同年6月24日に「-65kg世界最強決定トーナメント」のリザーブファイトでNOMANに判定勝利。
2016年9月25日にRIZINが開催したRIZIN.2に出場し、チャールズ・"クレイジー・ホース"・ベネットと総合格闘技ルールで対戦。飛び膝蹴りにカウンターの右ストレートを合わされてダウンし、パウンドを受けて試合開始から7秒でKO負け。同年12月31日のRIZIN.4でベネットと再戦予定であったが、ベネットにビザの発給が下りなかったため中止となった。
2017年3月3日、Krush.74で西川康平と対戦し、開始早々に右フックでダウンを奪うも真っ直ぐ下がった所に左のフェイントから右フックをもらい、痛烈なダウンを喫し逆転KO負け。
2017年5月28日、Krush.76でKENJIと対戦し、右フックでダウンを奪うと、立ち上がったKENJIに左フックで立て続けにダウンを奪う。さらに、パンチ連打で3度目のダウンを奪い、KO勝ちを収めた。
2017年09月18日、K-1 WORLD GP初代ウェルター級王座決定トーナメントの1回戦で久保優太と対戦し、2度ダウンを奪われ判定負けを喫した。
2017年11月23日、 K-1 WORLD GP 2017 JAPAN ～初代ヘビー級王座決定トーナメント～にて城戸康裕と対戦し、2Rに右フックで1度目のダウンを奪い、さらに右ストレートからのラッシュで2度目のダウンを奪うと、3Rにも右フックで3度目のダウンを奪い判定勝ちを収めた。
2018年8月5日、Krush.91のKrushウェルター級タイトルマッチで王者の塚越仁志に挑戦し、左フックで1度目のダウンを奪い、再び左フックで2度目のダウンを奪うと、フックの連打で3度目のダウンを奪い1R1分45秒KO勝ちを収め、王座獲得に成功した。試合後には観客席にいた恋人をリングの上に呼んで、公開プロポーズを行った。
2019年5月18日、K-1 KRUSH FIGHT.101で行われたK-1 KRUSH FIGHTウェルター級タイトルマッチで挑戦者の近藤魁成と対戦し、1Rに顔面への膝蹴りでダウンを奪われるも、直ぐにダウンを奪い返すと、さらに2Rにダウンを奪い、最後は3度目のダウンを奪って2R1分43秒KO勝ちを収め、王座の初防衛に成功した。
2020年3月22日、K-1 WORLD GP第3代スーパー・ウェルター級王座決定トーナメントに出場。1回戦で海斗、準決勝でエダー・ロープス、決勝戦で和島大海を全てKOで倒し、トーナメント優勝を果たすと共に、K-1 WORLD GPスーパーウェルター級王座獲得に成功した。
2021年12月4日、自身のK-1での最後の試合としてK-1 WORLD GP 2021 JAPAN ～スーパー・ウェルター級＆フェザー級ダブルタイトルマッチ～で行われたK-1 WORLD GP スーパーウェルター級タイトルマッチで挑戦者の和島大海と対戦し、ボディへの左ミドルキックでKO負けを喫し、王座から陥落。
2022年2月にボクシングへの転向を表明。

### K-1離脱
2022年11月21日に自身のInstagramでK-1との契約が満了となったことを報告。2022年12月のTOKYO HEADLINEのインタビューでは、ボクシング転向について「協会に入って格闘技人生をささげるというのは、いろいろやってみてあまり僕には向いてないというかあってない部分も多かった」とし、今後については「日本の格闘技界でできることを全部やっていきたい」と話した。
同年12月28日に開催されたアントニオ猪木の追悼大会「INOKI BOM-BA-YE × 巌流島 in 両国」で矢地祐介とミックスルール（1Rは3分のキックボクシングルール、2Rは5分の総合格闘技ルール）で対戦し、左フックで1RKO勝ち。
2023年3月5日にKNOCK OUTに出場し、同団体のREDスーパーウェルター級王者クンタップ・チャロンチャイと対戦。前日計量で1.7kgオーバーで計量失敗したため、ペナルティとして減点2、クンタップが8オンスグローブの使用に対し、10オンス使用のグローブハンデで試合を実施。試合は開始早々に左フックでダウンを奪い、1R32秒KO勝ち。
2023年6月24日に開催されたRIZIN.43で約7年ぶりにRIZINに出場し、ロクク・ダリとキックボクシングルールで対戦。左フックでダウンを奪い1R1分8秒KO勝利したが、ドーピング検査で陽性となり失格。半年前に使用していた筋肉増強剤の成分が検出され、RIZINはロクク・ダリ戦の裁定を無効試合に変更し、罰金処分と半年間の出場停止処分を課した。また、2022年12月の巌流島と2023年3月のKNOCK OUTの試合もRIZINの発表を受けて試合結果をノーコンテストに変更された。
2023年12月31日開催のRIZIN.45で安保瑠輝也と条件付きの試合が行われる予定であったが、11月に行われた薬物検査で残留物質により再び陽性となったため試合が中止となった。中止を受けて、「（前回陽性になった時の成分が）まだ体内に残存していたと思いますので、引き続き完全にクリーンになるまで治療・練習に専念します。安保選手にはご迷惑をおかけしてしまったこと、RIZINやファンの皆さんにも深くお詫びします」とコメントした。薬物検査の結果、完全に陰性になったことから2024年3月23日に開催されたRIZIN LANDMARK 9に出場し、ブアカーオ・パンチャメークと対戦。序盤は優勢に試合を進めるも徐々に盛り返され、右ストレートで2R KO負け。
2024年8月に朝倉未来の公式YouTubeチャンネルで公開されたBreakingDownのオーディション動画に出演し、BreakingDownでの安保瑠輝也との対戦を要望。また、安保との対戦が組まれるまでBreakingDown選手との試合も引き受けると話した。
2024年10月3日、西武池袋線のひばりヶ丘駅付近で職務質問され、大麻リキッドや植物片を所持していたとして大麻取締法違反容疑で逮捕される。10月5日に予定されていた「FIGHT CLUB.2」でのYA-MANとの試合（メインイベント）は中止となった。「FIGHT CLUB」のプロデューサーでもあるYA-MANは自身のYouTubeチャンネルで「損失でいったら億単位。やってらんないよ。何やってんだよって話だよ」と話した。同年12月24日、大麻取締法違反（所持）の罪で東京地裁立川支部から懲役6月執行猶予3年の判決を言い渡された。
2025年2月にK-1の記者会見に登場し、レオナ・ペタス率いる「K-1反乱軍（仮）」に加入することを表明。会見では逮捕されたことなどについて謝罪し、K-1への復帰を希望した。K-1との契約については、「今のところ次の1試合やるっていう単発での話」「あくまでもフリーでやっていきます」と話した。
2025年6月に朝倉未来の公式YouTubeチャンネルで公開されたBreakingDownのオーディション動画にエンセン井上率いる「TEAM大和魂」のメンバーとして出演。

## 人物
尊敬している格闘家は魔裟斗とヴァンダレイ・シウバ。KO勝利の際は、後手に組み直立不動でカメラを凝視するポーズが恒例となっている。

## 戦績

### プロキックボクシング
| キックボクシング 戦績 | キックボクシング 戦績 | キックボクシング 戦績 | キックボクシング 戦績 | キックボクシング 戦績 | キックボクシング 戦績 | キックボクシング 戦績 |
| --------------------- | --------------------- | --------------------- | --------------------- | --------------------- | --------------------- | --------------------- |
| 50 試合               | (T)KO                 | 判定                  | その他                | 引き分け              | 無効試合              |                       |
| 36 勝                 | 29                    | 7                     | 0                     | 1                     | 2                     |                       |
| 11 敗                 | 9                     | 2                     | 0                     | 1                     | 2                     |                       |

| 勝敗 | 対戦相手                       | 試合結果                            | 大会名 | 開催年月日     |
| ×    | ブアカーオ・バンチャメーク     | 2R 1:10 KO（右ストレート）          | RIZIN LANDMARK 9 | 2024年3月23日  |
| －   | ロクク・ダリ                   | 無効試合（木村による薬物検査失格）  | RIZIN.43 | 2023年6月24日  |
| －   | クンタップ・チャロンチャイ     | 無効試合                            | KNOCK OUT 2023 SUPER BOUT “BLAZE” | 2023年3月5日   |
| ×    | 和島大海                       | 3R 2:50 KO（ミドルキック）          | K-1 WORLD GP 2021 JAPAN ～スーパー・ウェルター級＆フェザー級ダブルタイトルマッチ～ 【K-1 WORLD GP スーパー･ウェルター級タイトルマッチ】 | 2021年12月4日  |
| ○    | アビラル・ヒマラヤン・チーター | 2R 2:50 TKO（ドクターストップ）     | K-1 WORLD GP 2020 JAPAN ～K-1冬の大一番～                                                                                               | 2020年12月13日 |
| ○    | 和島大海                       | 1R 1:10 TKO（タオル投入：左フック） | K-1 WORLD GP 2020 JAPAN ～K'FESTA.3～ 【K-1 WORLD GP第3代スーパー・ウェルター級王座決定トーナメント決勝戦】                             | 2020年3月22日  |
| ○    | エダー・ロープス               | 1R 1:02 KO（右ストレート）          | K-1 WORLD GP 2020 JAPAN ～K'FESTA.3～ 【K-1 WORLD GP第3代スーパー・ウェルター級王座決定トーナメント準決勝】                             | 2020年3月22日  |
| ○    | 海斗                           | 1R 2:10 KO（2ダウン：右ストレート） | K-1 WORLD GP 2020 JAPAN ～K'FESTA.3～ 【K-1 WORLD GP第3代スーパー・ウェルター級王座決定トーナメント1回戦】                              | 2020年3月22日  |
| ○    | マーセル・アデイエミ           | 1R 1:18 KO（左フック）              | K-1 WORLD GP 2019 JAPAN～初代女子フライ級王座決定トーナメント＆スーパー・ライト級タイトルマッチ～                                       | 2019年12月28日 |
| ○    | ジョーダン・バルディノッチ     | 2R 2:28 KO（ボディーブロー）        | K-1 WORLD GP 2019 JAPAN ～よこはまつり～                                                                                                | 2019年11月24日 |
| ○    | 大泉翔                         | 1R 2:17 KO（左フック）              | K-1 WORLD GP 2019 JAPAN ～日本vs世界・5対5＆スペシャル・スーパーファイトin大阪～                                                        | 2019年8月24日  |
| ○    | クルーズ・ブリッグス           | 1R 1:37 KO（右フック）              | K-1 WORLD GP 2019 JAPAN ～K-1スーパー・バンタム級世界最強決定トーナメント～                                                             | 2019年6月30日  |
| ○    | 近藤魁成                       | 2R 1:43 KO（左ボディーブロー）      | K-1 KRUSH FIGHT.101 【K-1 KRUSH FIGHTウェルター級タイトルマッチ】                                                                       | 2019年5月18日  |
| ○    | 和島大海                       | 1R 2:21 KO（左フック）              | K-1 WORLD GP 2019 JAPAN ～K'FESTA.2～                                                                                                   | 2019年3月10日  |
| ×    | ジョーダン・ピケオー           | 3R 1:29 KO（右アッパー）            | K-1 WORLD GP 2018 JAPAN ～第3代スーパー・ライト級王座決定トーナメント～                                                                 | 2018年11月3日  |
| ○    | 塚越仁志                       | 1R 1:45 KO（パンチ連打）            | Krush.91 【Krush ウェルター級タイトルマッチ】                                                                                           | 2018年8月5日   |
| ○    | 山際和希                       | 1R 2:48 KO（左フック）              | K-1 WORLD GP 2018 JAPAN ～第2代フェザー級王座決定トーナメント～                                                                         | 2018年6月17日  |
| ○    | 平山迅                         | 1R 2:50 KO（左フック）              | K-1 WORLD GP 2018 JAPAN ～K’FESTA.1～                                                                                                   | 2018年3月21日  |
| ○    | 城戸康裕                       | 3R終了 判定3-0                      | K-1 WORLD GP 2017 JAPAN ～初代ヘビー級王座決定トーナメント～                                                                            | 2017年11月23日 |
| ×    | 久保優太                       | 3R終了 判定0-3                      | K-1 WORLD GP 2017 JAPAN ～初代ウェルター級王座決定トーナメント～ 【K-1 WORLD GP初代ウェルター級王座決定トーナメント1回戦】              | 2017年09月18日 |
| ○    | KENJI                          | 1R 1:16 KO（パンチ連打）            | Krush.76 | 2017年5月28日  |
| ×    | 西川康平                       | 1R 2:12 KO（右フック）              | Krush.74 | 2017年3月3日   |
| ○    | NOMAN                          | 3R終了 判定3-0                      | K-1 WORLD GP 2016 IN JAPAN ～-65kg世界最強決定トーナメント～                                                                            | 2016年6月24日  |
| ×    | 野杁正明                       | 1R 2:55 KO（2ダウン）               | K-1 WORLD GP 2016 IN JAPAN ～-65kg日本代表決定トーナメント～ 【K-1 WORLD GP －65kg級日本代表決定トーナメント1回戦】                     | 2016年3月4日   |
| ×    | ゲーオ・ウィラサクレック       | 1R 2:55 KO                          | K-1 WORLD GP 2015 IN JAPAN～THE CHAMPIONSHIP～ 【K-1 WORLD GP －65kg級タイトルマッチ】                                                  | 2015年11月21日 |
| ○    | 平本蓮                         | 3R終了 判定3-0                      | K-1 WORLD GP 2015 IN JAPAN～SURVIVAL WARS～                                                                                             | 2015年9月22日  |
| ○    | マサロ・グランダー             | 3R+延長1R終了 判定3-0               | K-1 WORLD GP IN JAPAN～－70kg初代王座決定トーナメント                                                                                   | 2015年7月4日   |
| ○    | HIROYA                         | 1R 1:45 KO（左フック）              | K-1 WORLD GP 2015 IN JAPAN～－55kg初代王座決定トーナメント～                                                                            | 2015年4月19日  |
| ○    | ゲーオ・ウィラサクレック       | 3R終了 判定2-0                      | K-1 WORLD GP 2015～－60kg初代王座決定トーナメント～                                                                                     | 2015年1月18日  |
| ×    | 左右田泰臣                     | 2R 2:43 KO（パンチ連打）            | K-1 WORLD GP 2014 ～－65kg初代王座決定トーナメント～ 【K-1 WORLD GP －65kg級初代王座決定トーナメント1回戦】                             | 2014年11月3日  |
| ○    | 富平禎仁                       | 2R 2:28 KO（右ストレート）          | Krush.45 ～in NAGOYA～ | 2014年8月24日  |
| ○    | トーマス・アダマンドポウロス   | 2R 2:55 KO（右フック）              | Krush.42 | 2014年6月12日  |
| ○    | 佐々木大蔵                     | 1R 2:49 KO（右フック）              | Krush.39 | 2014年3月8日   |
| ×    | 山崎秀晃                       | 1R 0:47 KO（右フック）              | Krush.35 【Krush -63kg級タイトルマッチ】                                                                                                | 2013年12月14日 |
| ○    | 竹内裕二                       | 1R 2:07 KO（パンチ連打）            | Krush.33 【Krush -63kg級挑戦者決定戦】                                                                                                  | 2013年9月21日  |
| ○    | 梶原龍児                       | 3R 1:50 KO（左フック）              | Krush.28 | 2013年5月12日  |
| ○    | 佐々木大蔵                     | 1R 2:19 KO（右フック）              | Krush-IGNITION 2013 vol.2 | 2013年3月3日   |
| ○    | NOMAN                          | 1R 2:29 KO（パンチ連打）            | Krush Grand Prix 2013 | 2013年1月14日  |
| ○    | 田中秀和                       | 4R 0:39 KO（右フック）              | MA日本キック BREAK－32 ～SEIZE～ 【MA日本スーパーライト級挑戦者決定戦】                                                                 | 2012年12月9日  |
| ×    | 山口裕人                       | 2R 2:01 KO（左フック）              | Krush YOUTH GP 2012 -63kg 開幕戦 【Krush YOUTH GP 2012 -63kg級トーナメント1回戦】                                                       | 2012年9月9日   |
| ×    | 小川翔                         | 3R終了 判定0-3                      | MA日本キック KICK GUTS 2012 第15回梶原一騎杯～真樹日佐夫追悼記念興行～                                                                  | 2012年7月15日  |
| ○    | 和真                           | 3R終了 判定3-0                      | MA日本キック ～KICK BOXING 戦闘甲斐士10～                                                                                               | 2012年6月3日   |
| ○    | 和城                           | 3R 0:39 TKO（右フック→タオル投入）  | MA日本キック BREAK-24 ～SAGITTARIUS～ 山本佑機引退記念興行                                                                              | 2012年3月18日  |
| ○    | ブラックドラゴン               | 1R 2:38 TKO（3ダウン）              | MA日本キック BREAK-20 ～RAISE～ 【2011MA日本ライト級新人王トーナメント決勝戦】                                                          | 2011年11月20日 |
| ○    | ちび太                         | 1R 1:35 KO                          | MA日本キック BREAK-18～Sils～ 【2011MA日本ライト級新人王トーナメント準決勝】                                                            | 2011年10月9日  |
| ○    | 石垣耕平                       | 1R 2:25 KO（パンチ連打）            | 新日本キック BRAVE HEARTS17 | 2011年8月28日  |
| ○    | 藤田健輔                       | 3R 0:43 TKO（2ダウン）              | MA日本キック BREAK-16～GRASP～ 2011MA日本ライト級新人王トーナメント準々決勝                                                             | 2011年7月18日  |
| ○    | 橋本悟                         | 3R終了 判定3-0                      | MA日本キック ～KICKBOXING 戦闘甲斐士8～ 【2011MA日本ライト級新人王トーナメント2回戦】                                                   | 2011年5月29日  |
| ○    | 渡辺一馬                       | 1R 0:59 TKO（2ダウン）              | MA日本キック BREAK-10 ～DICE～ | 2011年2月27日  |
| △    | 竹岡龍助                       | 3R終了 判定1-0                      | MA日本キック 戦闘甲斐士～富士武闘会2～                                                                                                  | 2010年9月20日  |

### 総合格闘技
| 総合格闘技 戦績 | 総合格闘技 戦績 | 総合格闘技 戦績 | 総合格闘技 戦績 | 総合格闘技 戦績 | 総合格闘技 戦績 | 総合格闘技 戦績 |
| --------------- | --------------- | --------------- | --------------- | --------------- | --------------- | --------------- |
| 1 試合          | (T)KO           | 一本            | 判定            | その他          | 引き分け        | 無効試合        |
| 0 勝            | 0               | 0               | 0               | 0               | 0               | 0               |
| 1 敗            | 1               | 0               | 0               | 0               | 0               | 0               |

| 勝敗 | 対戦相手                                   | 試合結果                            | 大会名                                                           | 開催年月日    |
| ×    | チャールズ・"クレイジー・ホース"・ベネット | 1R 0:07 KO（右ストレート→パウンド） | RIZIN FIGHTING WORLD GRAND-PRIX 2016 無差別級トーナメント 開幕戦 | 2016年9月25日 |

### ミックスルール
| 勝敗 | 対戦相手         | 試合結果               | 大会名                           | 開催年月日     |
| ○    | デイン・エッジ   | 3R終了 判定3-0         | 巌流島 Virtual Survival 2        | 2024年9月7日   |
| ○    | アマドゥ・ディア | 1R 1:03 KO（左フック） | 巌流島バーチャルファイト         | 2024年5月3日   |
| ー   | 矢地祐介         | 無効試合               | INOKI BOM-BA-YE × 巌流島 in 両国 | 2022年12月28日 |

## 獲得タイトル
- 2011年MA日本ライト級新人王
- 2011年K-1甲子園東日本優勝[43]
- 第6代Krushウェルター級王座（防衛1）
- 第3代K-1 WORLD GPスーパーウェルター級王座

## 出演歴

### ウェブテレビ
- 格闘代理戦争 4thシーズン（2019年4月6日、AbemaTV）

### 試合映像
1. ↑  『【番組】RIZIN CONFESSIONS #127（※番組内で試合映像。木村ミノルとロクク・ダリによる試合振り返りドキュメンタリー番組）』RIZIN公式YouTubeチャンネル、2023年。
2. ↑  『【試合映像】ブアカーオ・バンチャメーク vs. 木村“フィリップ”ミノル / Buakaw Banchamek vs. Minoru“Philip”Kimura』RIZIN公式YouTubeチャンネル、2024年。

### 補足映像
1. ↑  『【番組】RIZIN CONFESSIONS #146（※番組内で試合映像。木村"フィリップ"ミノルとブアカーオ・パンチャメークによる試合振り返りドキュメンタリー番組）』RIZIN公式YouTubeチャンネル、2024年。